# Stefan Kozłowski (1897–1940)
Stefan Kozłowski (ur. 16 stycznia 1897 w Kijowie, zm. wiosną 1940 w Katyniu) – kapitan piechoty Wojska Polskiego, kawaler Krzyża Walecznych, ofiara zbrodni katyńskiej.

## Życiorys
Urodził się 16 stycznia 1897 w Kijowie, w rodzinie Ludwika i Marii z Andruszewiczów. Członek POW. Uczestnik wojny 1920 i III powstania śląskiego. 
W okresie międzywojennym pozostał w wojsku. 3 maja 1922 został zweryfikowany w stopniu porucznika ze starszeństwem od 1 czerwca 1919 i 1604. lokatą w korpusie oficerów piechoty, a jego oddziałem macierzystym był 40 pułk piechoty. Później został przeniesiony do 75 pułku piechoty w Królewskiej Hucie. 3 maja 1926 prezydent RP nadał mu stopień kapitana ze starszeństwem z dnia 1 lipca 1925 i 264. lokatą w korpusie oficerów piechoty. W 1928 jako oficer nadetatowy 75 pp przydzielony był do Batalionu Podchorążych Rezerwy Piechoty nr 5 w Łobzowie. Z dniem 15 lipca 1932 został przeniesiony do 72 pułku piechoty w Radomiu. W 1934 został przeniesiony do Korpusu Ochrony Pogranicza. W marcu 1939 pełnił służbę w pułku KOP „Głębokie” na stanowisku adiutanta.
W kampanii wrześniowej walczył w 3 pułku piechoty KOP jako I adiutant, wzięty do niewoli radzieckiej. Według stanu na kwiecień 1940 był jeńcem obozu w Kozielsku. Między 3 a 5 kwietnia 1940 przekazany do dyspozycji naczelnika smoleńskiego obwodu NKWD – lista wywózkowa bez numeru z 1.04.1940. Został zamordowany między 4 a 7 kwietnia 1940 przez NKWD w lesie katyńskim. Zidentyfikowany podczas ekshumacji prowadzonej przez Niemców w 1943, zapis w dzienniku ekshumacji bez daty. Przy szczątkach znaleziono wizytówki. Figuruje na liście AM-168-60 i liście Komisji Technicznej PCK pod numerem: GARF-3-060. Nazwisko Kozłowskiego znajduje się na liście ofiar (pod nr 060) opublikowanej w Gońcu Krakowskim nr 95 i w Nowym Kurierze Warszawskim nr 97 z 1943. W Archiwum Robla nazwisko Kozłowskiego znajduje się: w pakiecie 0211-03 w kalendarzyku z niedatowaną listą nazwisk oficerów,(znaleziony przy szczątkach ppor. rez. Tadeusz Bołdoka); w pakiecie 25-01 jest wymieniony bez imienia, z określeniem stopnia i podaniem adresu, Wilno - Piaski 10 (notatki ołówkiem na certyfikacie MSWojsk. znalezionym przy mjr. Józefie Kiczko).
5 października 2007 minister obrony narodowej Aleksander Szczygło mianował go pośmiertnie na stopień majora. Awans został ogłoszony 9 listopada 2007, w Warszawie, w trakcie uroczystości „Katyń Pamiętamy – Uczcijmy Pamięć Bohaterów”.

## Ordery i odznaczenia
- Krzyż Walecznych[6]
- Krzyż na Śląskiej Wstędze Waleczności i Zasługi I klasy[6]
- Medal Niepodległości – 16 marca 1933 „za pracę w dziele odzyskania niepodległości”[20][21][5][22][23]
- Krzyż Kampanii Wrześniowej – pośmiertnie 1 stycznia 1986[24]